# Stalhillebrug

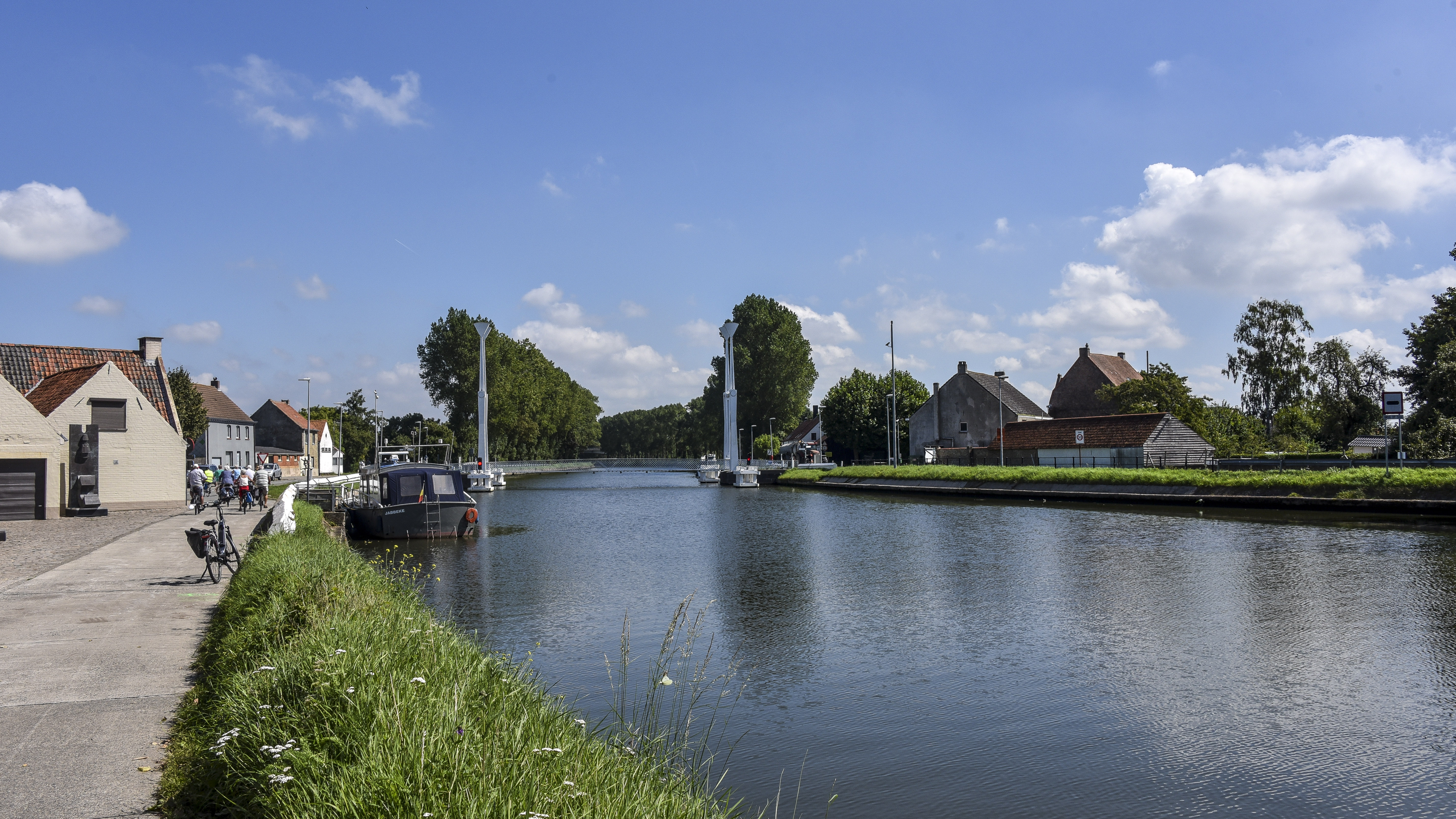
Stalhillebrug

Stalhillebrug is een gehucht in de West-Vlaamse gemeente Jabbeke.
Het gehucht ontwikkelde zich bij de gelijknamige brug over het Kanaal Brugge-Oostende, waar het verkeer van Jabbeke naar Stalhille gebruik van maakte. Op een kaart van Pieter Pourbus (1571) werd al een brug ingetekend. Eind 16e eeuw werd hier ook een fort gebouwd, vanwege de strategische betekenis. In 1618 werd het kanaal verbreed en er werd toen ook een nieuwe brug gebouwd, de Wynckelbrug. De bevolking mocht deze brug niet gebruiken, maar moest met een pont het water oversteken.

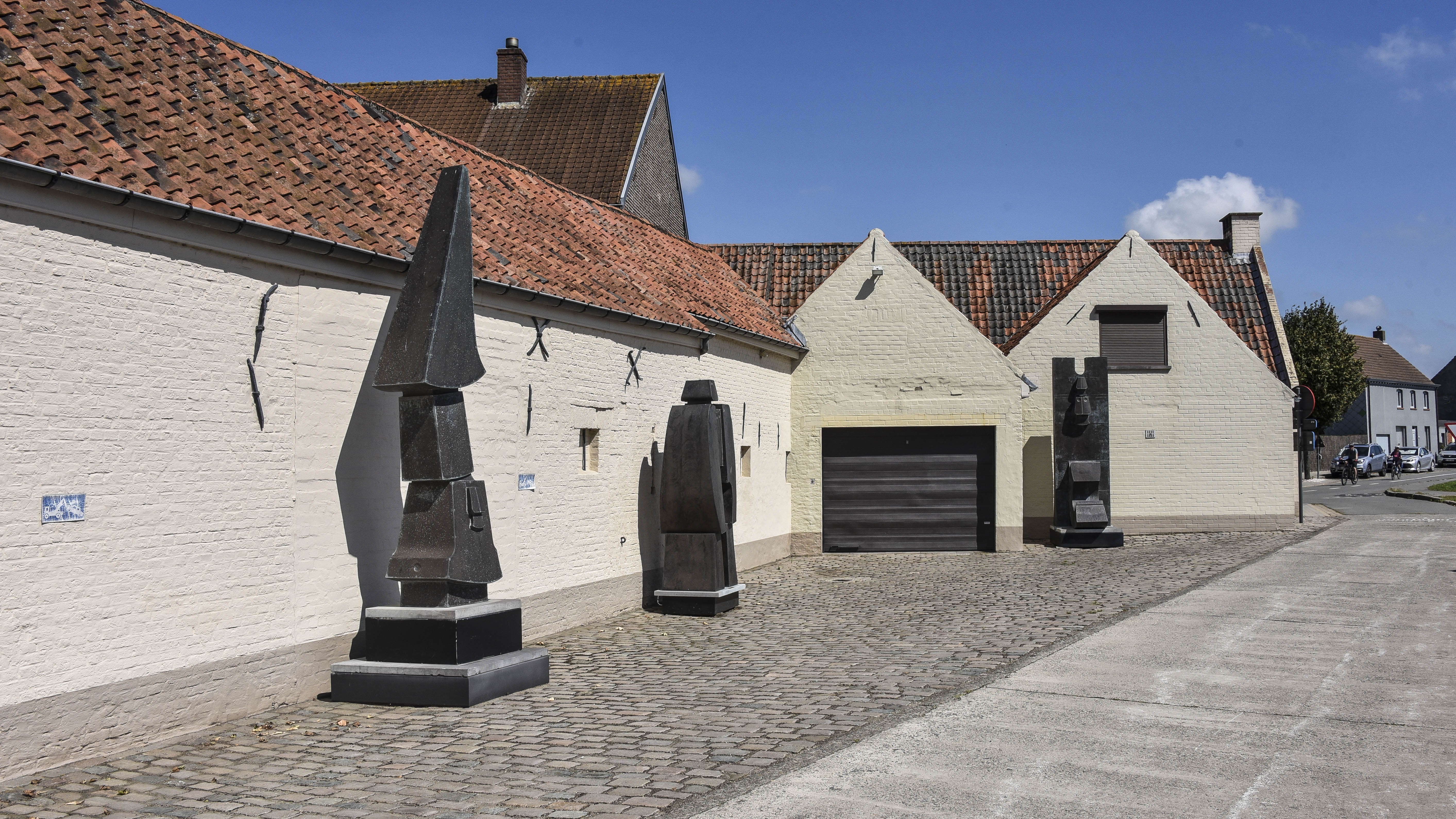
Het voormalige fort uit de 16e eeuw, anno 2023 atelier van Hubert Minnebo

In 1822, onder Nederlands bewind, kwam er een dubbele draaibrug. Eind 19e eeuw kwam er een duwdraaibrug, die tijdens de Eerste Wereldoorlog werd vernield. Er kwam een ophaalbrug en in 1929 begon men met de bouw van een metalen draaibrug, die tijdens de Tweede Wereldoorlog eveneens werd verwoest. Daarna moest men oversteken via een dwars geplaatst scheepswrak. In 1947 kwam er een houten ophaalbrug, die in 1977, toen de N377 een kilometer verderop werd geopend, gesloopt werd. De bevolking protesteerde en in 1978 werd alsnog een baileybrug aangelegd voor fietsers en voetgangers. In 2008 werd die vervangen door een volautomatische ophaalbrug.